# Шарки (Киевская область)
Шарки́ (укр. Шарки) — село, входит в Белоцерковский район Киевской области Украины.
Население по переписи 2001 года составляло 704 человека. Почтовый индекс — 09638. Телефонный код — 4562. Занимает площадь 6 км². Код КОАТУУ — 3223787001.

## История
Шарки, село в Киевской области. В 1 км южнее села, на левом берегу реки Гороховатки (левый приток реки Роси), огромное городище (площадь — около 90 га), состоящее из 4 укрепленных частей, — остатки древнерусского Торческа, впервые упомянутого летописью под 1093 годом. Городище состоит из двух (восточного и западного) полукруглых укреплений, соединённых большим валом (протяженность — 1400 м), ныне почти полностью распаханным. В середине восточного укрепления — круглый детинец, также укреплённый заплывшим валом и рвом (по мнению Б. А. Рыбакова — русская часть Торческого города). Обнаружены углублённые в землю и наземные жилища с глинобитными печами. Найдены многочисленные предметы (керамика, стеклянные браслеты, кресты-энколпионы, обломки хороса, орудия труда, украшения, оружие) древнерусского (XI—XIII вв.) времени, а также ордынская монета XIV в. Собрана коллекция майоликовых плиток, вероятно, украшавших пол деревянной церкви. Рядом вскрыты полянские погребения XI—XII вв. По предположению П. А. Раппопорта, на этом месте находилось более древнее скифское укрепление, использованное затем при строительстве Торческого в XI в.
В 1865 году помещиком села был генерал-майор И. Карпов.
Рядом с селом в 1901 году было открыто обширное древнеславянское городище Торческ, обнаружены остатки множества жилищ, множество предметов, высокие валы.

## Известные уроженцы и жители
В селе родился журналист и переводчик Ф. М. Герштейн.

## Местная власть
09601, Київська обл., Білоцерківський р-н, смт Рокитне, вул. Незалежності, 2